# Tengelici rétek
Tengelici rétek este o arie protejată (arie specială de conservare — SAC, sit de importanță comunitară — SCI) din Ungaria întinsă pe o suprafață de 466,35 ha, integral pe uscat.

## Localizare
Centrul sitului Tengelici rétek este situat la coordonatele 46°35′18″N 18°38′36″E / 46.588333°N 18.643333°E.

## Înființare
Situl Tengelici rétek a fost declarat sit de importanță comunitară în mai 2004 pentru a proteja 2 specii de plante și 11 specii de animale. Situl a fost protejat și ca arie specială de conservare în februarie 2010.

## Biodiversitate
Situată în ecoregiunea panonică, aria protejată conține 4 habitate naturale: Pajiști aluvionare inundabile, de Cnidion dubii, Păduri aluvionare cu Alnus glutinosa și Fraxinus excelsior (Alno-Padion, Alnion incanae, Salicion albae), Stepe panonice nisipoase, Fânețe de joasă altitudine (Alopecurus pratensis, Sanguisorba officinalis).
La baza desemnării sitului se află mai multe specii protejate:
- plante (2): Cirsium brachycephalum, Iris humilis subsp. arenaria
- amfibieni (1): buhai de baltă cu burta roșie (Bombina bombina)
- mamifere (5): liliac cârn (Barbastella barbastellus), vidră de râu (Lutra lutra), liliac cu urechi mari (Myotis bechsteinii), liliac comun (Myotis myotis), popândău (Spermophilus citellus)
- nevertebrate (3): croitorul mare al stejarului (Cerambyx cerdo), rădașcă (Lucanus cervus), fluturele purpuriu (Lycaena dispar)
- pești (2): țipar (Misgurnus fossilis), țigănuș (Umbra krameri)

Pe lângă speciile protejate, pe teritoriul sitului au mai fost identificate 1 specie de plante.